# Катал мак Нейлл
Катал мак Нейлл (Катал Керр; др.‑ирл. Cathal mac Néill; погиб в 729) — король Лагора (Южной Бреги; 724—729) из рода Сил Аэдо Слане.

## Биография
Катал был одним из сыновей правителя Лагора Ниалла мак Кернайнга Сотала. Он принадлежал к Уи Хернайг, одной из двух основных ветвей рода Сил Аэдо Слане.
Отец Катала мак Нейлла был убит в 701 году королём Наута (Северной Бреги) Иргалахом мак Конайнгом Куйрре из рода Уи Хонайнг. После гибели Ниалла Лагором один за другим правили короли Мане мак Нейлл, Коналл Грант и Фогартах мак Нейлл. Мане и Фогартах были братьями Катала, Коналл Грант — его дядей. Кроме власти над Лагором, Фогартах мак Нейлл владел также и титулом верховного короля Ирландии. После его гибели в 724 году Катал унаследовал только престол Южной Бреги, а верховным королём стал Кинаэд мак Иргалайг из рода Уи Хонайнг.
По свидетельству ирландских анналов, Катал мак Нейлл был убит в 729 году. Однако никаких подробностей этого события не приводится. В «Анналах Тигернаха» Катал назван «королём части Бреги» (др.‑ирл. ríg Desceirt Breagh) — это первое по времени упоминание этого титула в средневековых исторических источниках. Однако в более ранних «Анналах Ульстера» какие-либо сведения о его титуле отсутствуют.
После гибели Катала мак Нейлла престол Лагора унаследовал его племянник Катал мак Аэда.